# 바리바리 짱
"바리바리 짱"은 2005년에 개봉한 대한민국의 영화이며 당초 2005년 8월 4일 개봉 예정이었으나 액션 장면을 보강하기 위해 같은 달 19일로 개봉일이 변경됐고 이로 인해 방학 피크를 놓친 데 이어  흥행에도 실패했다.

## 캐스팅
- 신윤섭 : 하늘 역
- 김시명 : 바다 역
- 강지수 : 미나 역
- 김시덕 : 경호팀 역
- 강주희 : 경호팀 역
- 이수근 : 경호팀 역
- 엄경천 : 경호팀 역
- 김영인 : 흑곰 역
- 김병만 : 흑곰파 역
- 오지헌 : 흑곰파 역
- 류담 : 흑곰파 역
- 김현숙 : 흑곰파 역
- 김대원 : 백곰 역
- 허동환 : 백곰파 역
- 조수원 : 백곰파 역
- 채경선 : 백곰파 역
- 곽한구 : 백곰파 역
- 차동호 : 백곰파 역
- 이창환 : 대통령 역
- 임춘지 : 영부인 역
- 김경애  : 교장 역
- 김성희 : 오 선생 역
- 여명은 : 명은 역
- 조아라 : 아라 역
- 김은하 : 소은 역
- 강민석 : 민석 역
- 이경기 : 경기 역
- 이현우 : 현우 역
- 한나영 : 나영 역
- 김금란 : 미나 엄마 역
- 김무이 : 미림 역
- 정길묵 : 보스 역
- 서남용 : 검사 역
- 변기수 : 경찰 역
- 윤성호 : 경찰 역
- 변승윤 : 의사 역
- 김지환 : 의사 역
- 김선하 : 간호사 역
- 이창호 : 경호실장 역
- 남기남 : 슈퍼아저씨 역
- 신동렬 : 홍 기자 역
- 박석재 : 박 기자 역
- 류달산 : 관지기 역
- 제이슨 : 영어선생 역
- 함현진 : 마술사 역
- 김서진 : 선생님 역
- 박정은 : 선생님 역
- 김소원 : 선생님 역
- 김승혜 : 선생님 역
- 김정희 : 학부모 역
- 김영숙 : 학부모 역
- 김희영 : 학부모 역
- 나해옥 : 학부모 역
- 박현미 : 학부모 역
- 정순욱 : 학부모 역
- 황인정 : 학부모 역
- 양희성 : 학부모 역
- 길민성 : 경호원 역
- 김범수 : 경호원 역
- 오세정 : 경호원 역
- 정경서 : 경호원 역
- 이대로 : 경호원 역
- 장상민 : 경호원 역
- 황제영 : 경호원 역
- 김자겸 : 경호원 역
- 김형덕 : 경호원 역
- 최제헌 : 경호원 역
- 정명훈
- 장수원